# Conca d'Oro (métro de Rome)
Pour les articles homonymes, voir Conca d'Oro.
Conca d'Oro est une station de la ligne B du métro de Rome. Elle tient son nom de sa localisation sur la piazza Conca d'Oro dans la zone nord-est de Rome.

## Situation sur le réseau
Établie en souterrain, la station Conca d'Oro est située sur la branche B1 de la ligne B du métro de Rome, entre les stations Jonio, en direction de Jonio, et Libia, en direction de Laurentina.

## Histoire
Mise en chantier en 2005, la station Conca d'Oro est mise en service le 13 juin 2012 lors de l'ouverture à l'exploitation de la branche nord-ouest ou B1 de la ligne, entre les stations Bologna et Conca d'Oro. Le tronçon suivant de Conca d'Oro à jonio est ouvert le 21 avril 2015.

## Services aux voyageurs

### Accès et accueil

Installations
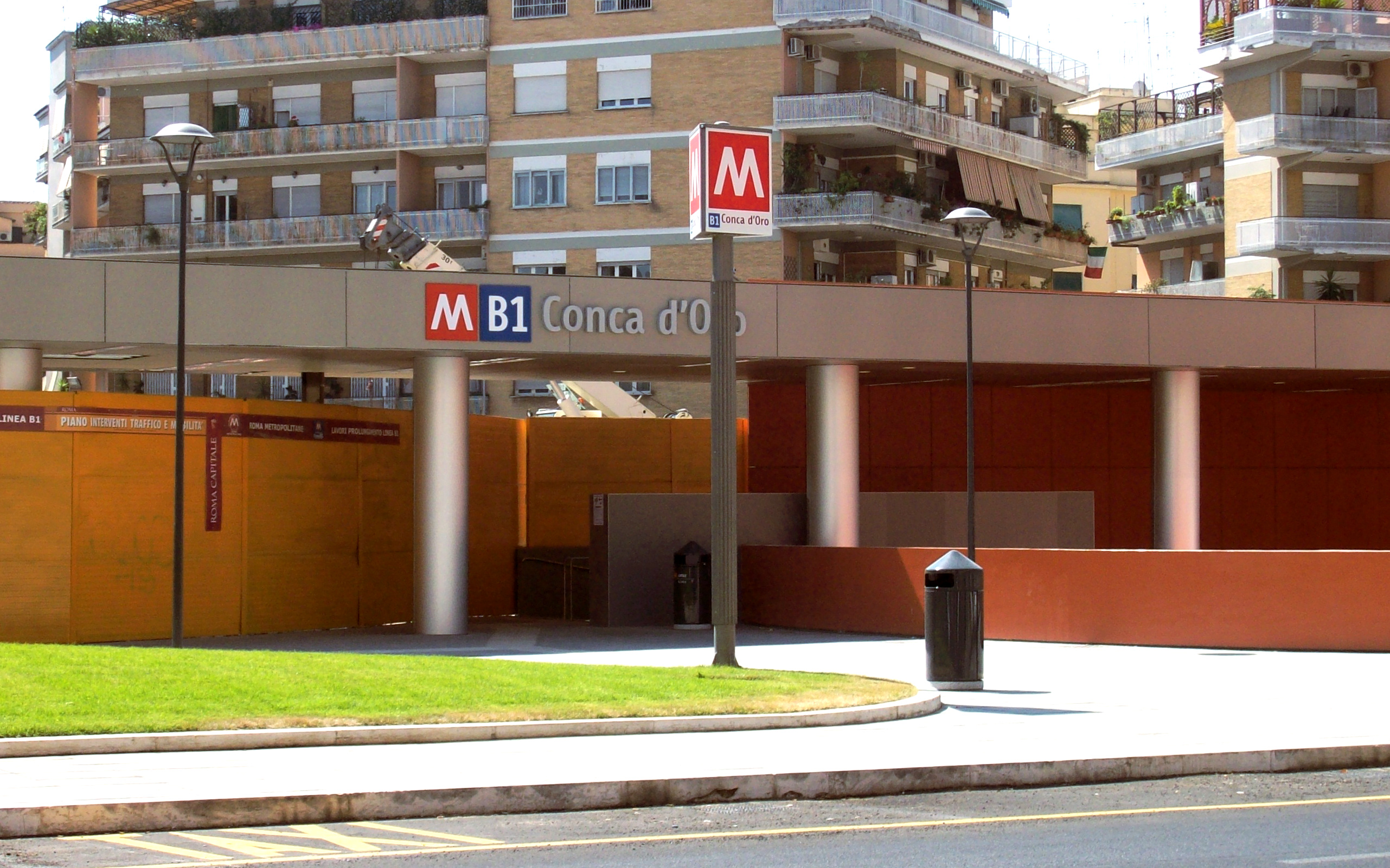
Un des accès.
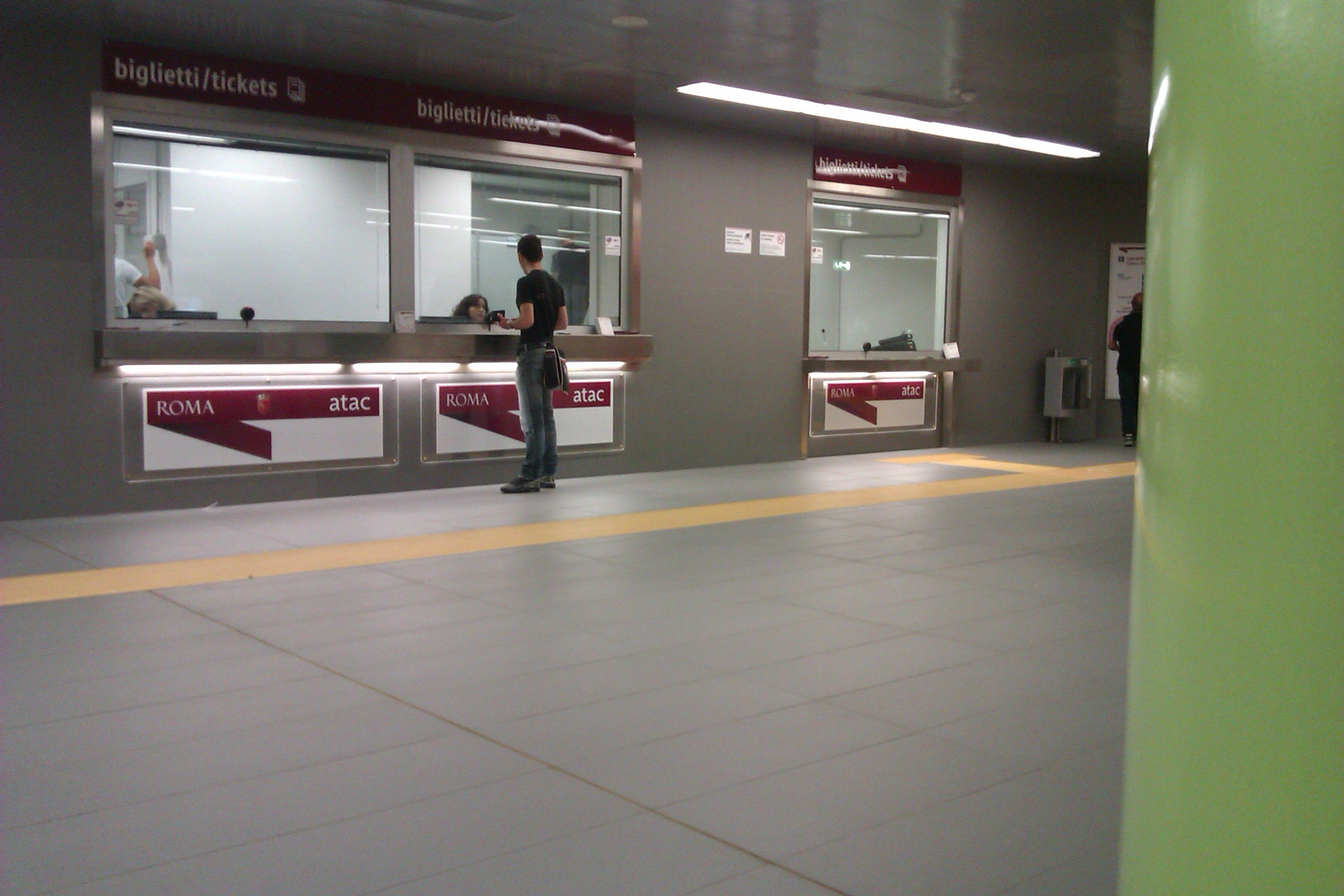
Guichets.
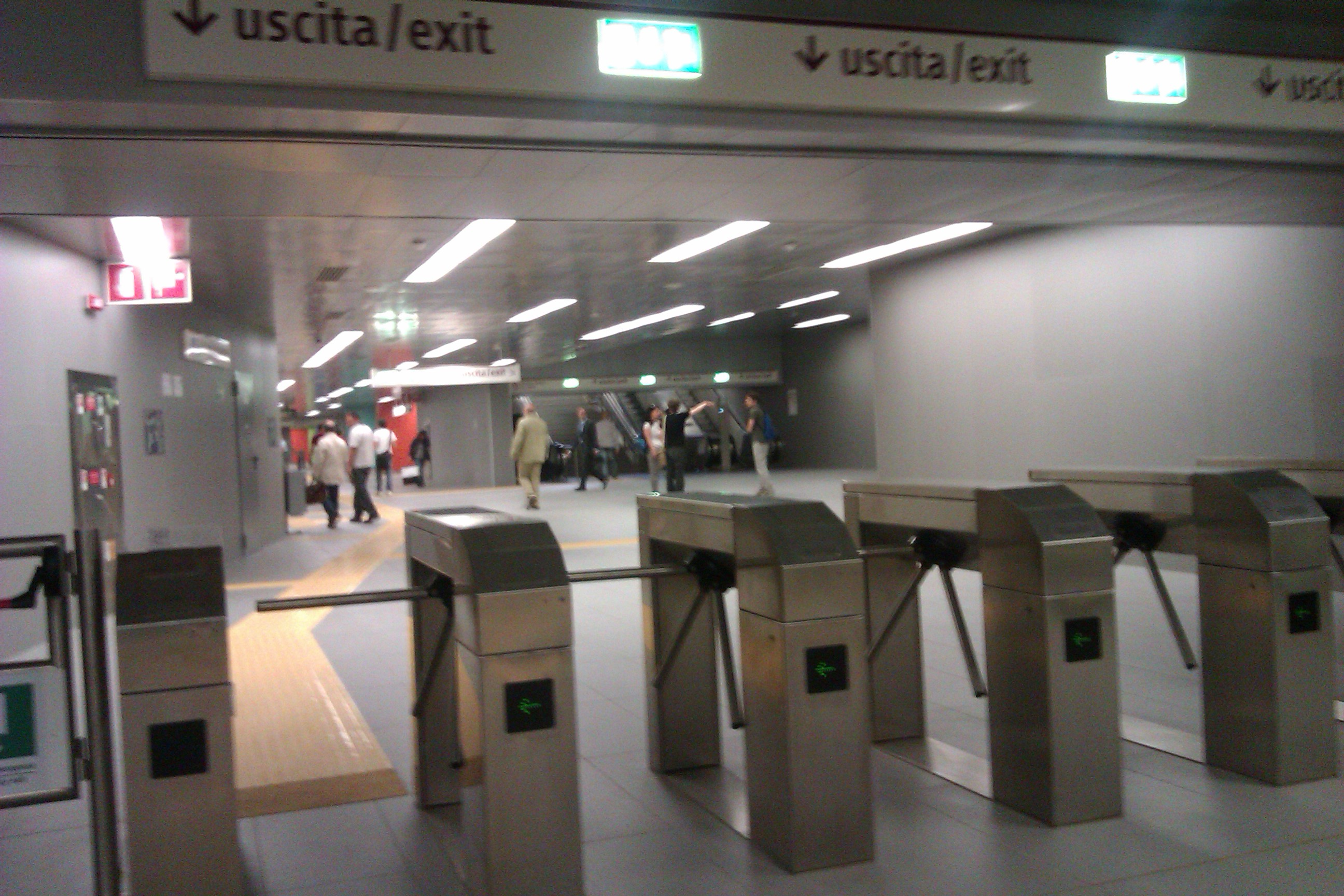
Accès au quais.

## À proximité
La station permet d'atteindre le quartier Monte Sacro. Elle se trouve à proximité de la gare Val d'Ala desservie par le train régional FR1, et du Parco delle Valli longeant l'Aniene.